# يعقوب عبو
يعقوب عبو (1830-1899) حاخام يهودي وشخصية صيهونية عامة، وقنصل فرنسا في الجليل، وأحد مؤسسي مستعمرتي "مي ماروم" (لاحقًا يسود حمعالا) وغي أوني (لاحقًا روش بينا).

## حياته
ولد في صفد عام 1830 إبنا للحاخام شموئيل عبو القنصل الفرنسي في الجليل من عائلة عبو القادمة من الجزائر. تلقى تعليمه في شبابه في التلمود التوراة وفي المدرسة الدينية بالمدينة، وفي نهاية دراسته تم ترسيمه في الحاخامية، وتزوج من إستير مالكا ابنة الحاخام يتسحاق كوهين من ليفربول. بعد زواجه ساعد والده في إدارة شؤون القنصلية والتجارة والاستخواذ على الأراضي.
قدم الكثير للمساعدة في تعزيز وتطوير الاستيطان اليهودي في الجليل، فمعظم الأراضي المملوكة لليهود في الجليل الأعلى اشتراها هو وبمساعدته. وقد قام بشراء مساحة من الأرض تقع إلى الغرب من نهر الأردن أقيمت عليها فيما بعد مستعمرة مشمار هياردين، وفي عام 1872 قام بشراء مساحة من الأرض على ضفاف الجنوبية لبحيرة الحولة، أقيمت عليها مستعمرة "مي ماروم" (لاحقًا يسود حمعالا) مع شلومو وشاؤول مزراحي.
في عام 1878 كان أحد مؤسسي مستعمرة "جاي أوني" التي أصبحت فيما بعد "روش بينا"، وعند وفاة والده عام 1879 عُيَّن للعمل كقنصل للحكومة الفرنسية في مدن الجليل وصفد وطبرية. وقد ساعده هذا المنصب في حماية اليهود في المنطقة.
في عام 1882 ساعد في شراء أرض روش بينا. كما قام بشراء نصف أراضي كفار ميرون وأسس هناك مستوطنة زراعية عبرية لمستوطنين من كردستان. وفي ميرون قام أيضًا بإكمال وتوسيع جزء من بناء مجمع قبر الحاخام شمعون بار يوشاي، وبنى شاهد قبر جديد هناك وسورًا حول المجمع. وأضاف لاحقا مجموعة من الحرفيين اليهود من شمال إفريقيا إلى المستوطنة .
توفي في منزله بصفد في 5 ديسمبر 1899 إثر تعرضه لحادث.